# フリードリヒ・ユーベルヴェーク
フリードリヒ・ユーベルヴェーク（ドイツ語: Friedrich Ueberweg、1826年1月22日 - 1871年6月9日）は、ドイツの哲学者、哲学史家。

## 生涯

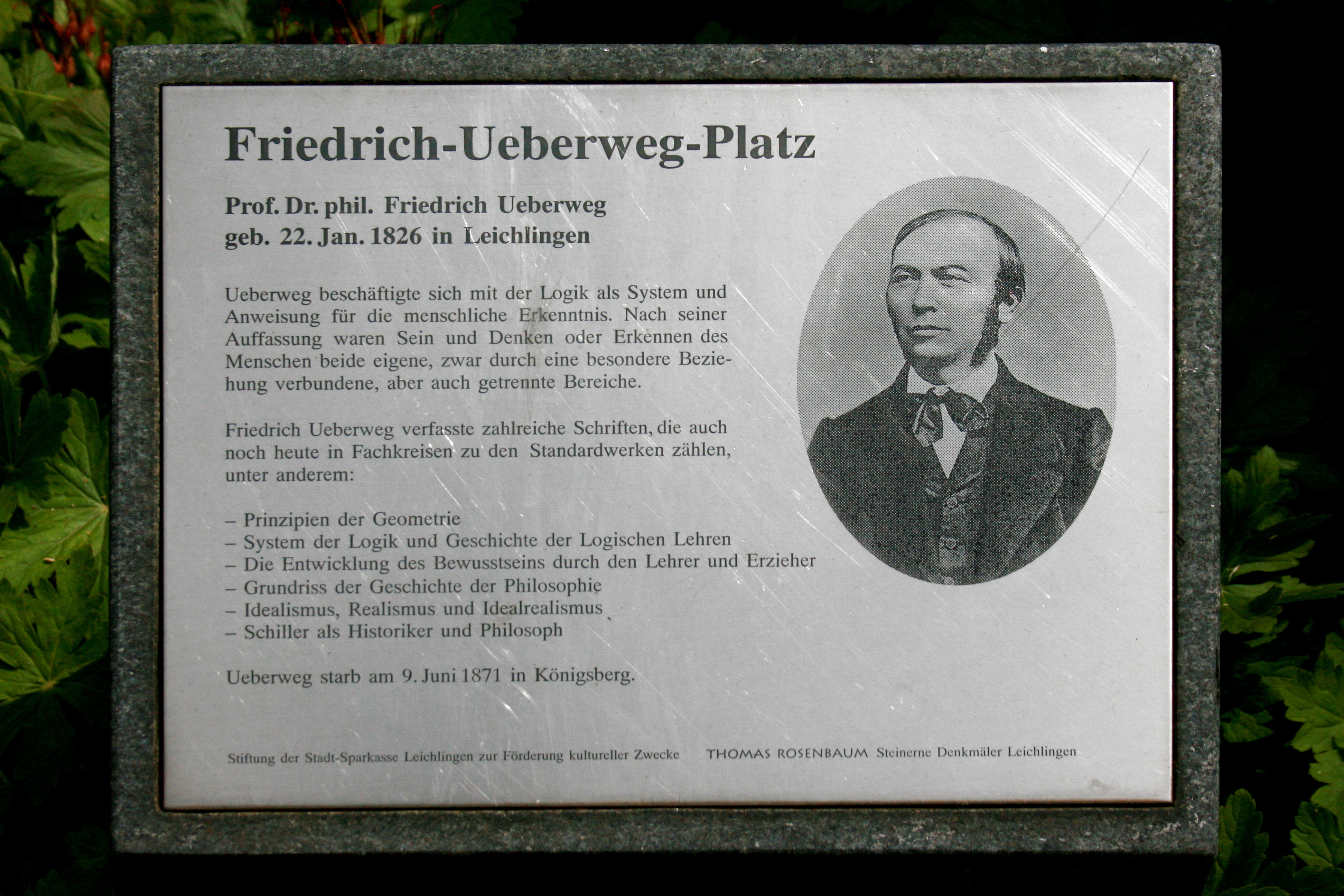
ライヒリンゲンにあるユーベルヴェークの功績解説板

1826年1月22日、ドイツ・ライン地方のライヒリンゲンにルター派の牧師であった父ゴットリープ・フリードリヒ・ユーベルヴェーク（Gottlieb Friedrich Ueberweg）の元に生まれ、少年時代はデュッセルドルフの学校に通った。大学はゲッティンゲン大学やフンボルト大学で学び、1850年にマルティン・ルター大学ハレ・ヴィッテンベルクで博士号を修得した。

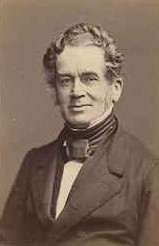
ユーベルヴェークの師であったフリードリヒ・アドルフ・トレンデンブルグ

1852年よりボン大学で私講師の職についた。1862年、ケーニヒスベルク大学で員外教授として務めはじめ、1868年に正式な教授職に就任。哲学を教授した。1662年から1866年にかけて代表作『哲学史綱要（ユーベルヴェーク大哲学史）』を執筆する。1871年6月9日、ケーニヒスベルクで死去した。

## 研究内容・業績

### 哲学史綱要
- 『哲学史綱要（ユーベルヴェーク大哲学史）』の著者として知られる。これは、1862年から1866年にかけて記され、哲学史家として偏りのない正確な記述がなされた書と評価されている[2]代表作『哲学史綱要（ドイツ語版）[5]』。この『哲学史綱要』は出版当時は全3巻から成り立っていたが、多くの哲学史家が編集に携わり[3]、改訂や版を重ねて最大で全5巻からなる大著になった[4]。

### 思想
- ユーベルヴェークは哲学史家として偏りのない正確な記述がなされた著作『哲学史綱要』を著しているが、哲学史家としての業績の他、師フリードリヒ・アドルフ・トレンデンブルク（英語版）や同国出身の哲学者・神学者フリードリヒ・シュライアマハーの影響を受けて実在論的立場に立ち、実在論的認識論を説いて[6]ゲオルク・ヴィルヘルム・フリードリヒ・ヘーゲルの思弁的観念論の恣意的な構成を批判した[2]。
- 晩年には自然主義の考えに傾倒し、唯物論者でもあった[7]。

## 著作
- 1850年、『De elementis animae mundi Platonicae』 - 学位論文
- 1851年、『Prinzipien der Geometrie』
- 1853年、『Die Entwicklung des Bewußtseins durch den Lehrer und Erzieher』
- 1857年、『論理学体系（System der Logik und Geschichte der logischen Lehren）』
- 1859年、『観念論、実在論、観念実在論について（Über Idealismus, Realismus und Idealrealismus）』
- 1861年、『Über die Echtheit und Zeitfolge platonischer Schriften』
- 1862年 - 1866年、『哲学史綱要（Grundriss der Geschichte der Philosophie）』 - 1932年に春秋社より邦訳版が刊行された
- 1884年、『Schiller als Historiker und Philosoph』 - 死後刊行
- 1889年、『Gesammelte philosophische Abhandlungen』 - 死後刊行